# Маслеев, Дмитрий Владимирович
Дми́трий Влади́мирович Масле́ев  (род. 4 мая 1988, Улан-Удэ) — российский пианист, обладатель I премии и специального приза за лучшее исполнение концерта Моцарта с камерным оркестром XV конкурса Чайковского в Москве (2015 год). В финальном туре конкурса исполнил Первый концерт Чайковского и Третий концерт Прокофьева.

## Биография
Дмитрий Маслеев родился 4 мая 1988 в Улан-Удэ. В семь лет начал обучение музыке в музыкальной студии средней школы, первым преподавателем была Черных Ольга Андреевна, в десять лет дал первый сольный концерт. В 2000 году поступил в музыкальную школу № 5 города Улан-Удэ, в 2001 году стал первым победителем международного конкурса «Найдал», регулярно выступал в концертных залах города. В 2002 году Дмитрий поступил в Новосибирскую музыкальную Школу-колледж имени М. И. Глинки. В 2004 году стал лауреатом первой премии на пятом международном конкурсе юных пианистов им. Т. П. Николаевой (Брянск). В 2006 году поступил в Московскую государственную консерваторию им. П. И. Чайковского в класс профессора М. С. Петухова, у которого также учился в аспирантуре. В 2014—2015 годах стажировался в Международной фортепианной академии на озере Комо (Италия).

## Достижения и творчество
В 2011 году стал лауреатом международного конкурса пианистов «Chopin» (Рим, Италия), где получил главный приз — рояль и тур из 12 концертов по городам Италии. Лауреат международного конкурса им. Адилии Алиевой в Гайаре, Франция (2010, I премия), Международного конкурса пианистов им. Антонио Наполитано, Салерно, Италия (2013, I премия). Лауреат Всероссийского музыкального конкурса (2014, III премия). Победитель XV Международного конкурса им. П. И. Чайковского в Москве, 2015. Участник проекта Санкт-Петербургского Дома музыки «Молодые исполнители России» (2010—2011 гг.). С 2015 г. солист Московской государственной академической филармонии. С этого времени начинается международная карьера музыканта. Его сольные концерты и выступления с ведущими оркестрами проходили в известнейших залах мира, таких как Карнеги-холл в Нью-Йорке, Гастайг в Мюнхене, Кернер-холл в Торонто,Большой зал Московской консерватории, Концертный зал Мариинского театра в Санкт-Петербурге, Концертхаус в Берлине, Консертгебау в Амстердаме, Кадоган-холл в Лондоне, театр Карло Феличе в Генуе, Венский Концертхаус, Театр Верди во Флоренции, Национальный центр исполнительских искусств в Пекине и др.
Дмитрий Маслеев участвовал в фестивалях в Рейнгау, Бад-Киссингене, Мекленбурге-  Передней Померании, Замке Эльмау (совместно с фестивалем Вербье), Бове (Pianoskope), Бейруте, Кейптауне (Летний музыкальный фестиваль), Казани ("Белая сирень" имени С.В.Рахманинова), Санкт-Петербурге ("Звезды белых ночей", "Лики современного пианизма"), Дамфрисе, на озере Комо, в Люцерне, Вербье, Монтре, Мехико и др.
Осенью 2016 года пианист принял участие в гастролях по Германии Национального филармонического оркестра России под управлением Владимира Спивакова, в мае 2017 года провел турне по Азии  с Филармоническим оркестром Радио Франс под управлением Микко Франка.Неоднократно гастролировал по России. В январе 2017 года в рамках турне по США дебютировал в нью-йоркском Карнеги-Холле (Зал Исаака Стерна) и дал несколько концертов с Симфоническим оркестром Гринсборо под управлением Дмитрия Ситковецкого. В 2018 году совершил тур от западного до восточного побережья США с МГАСО под управлением Павла Когана, в мае того же года дал девять концертов и провел ряд мастер-классов в качестве главного приглашенного гостя Международного музыкального фестиваля на Боденском озере, который объединяет Германию, Австрию, Швейцарию и Лихтенштейн. В сезоне 2018/19 состоялись дебюты музыканта в гамбургской Филармонии на Эльбе и венском Концертхаусе, фестивале Вербье, а также турне по Азии с Национальным оркестром Лиона под управлением Тан Дуна, гастроли во Франции, Испании, Польше, Эстонии, Мексики, Италии, Германии и по городам России.
В числе ангажементов сезона 2019/20 - концерты в венском Концертхаусе (исполнение Третьего концерта Бетховена с Венским камерным оркестром под управлением Дзедзи Хаттори), лейпцигском Гевандхаусе, парижском Музыкограде, Сеульском центре искусств, гастроли по Италии с Оркестром Тосканы под управлением Паоло Бортоламеолли, турне по Китаю с маэстро Тан Дуном, участие в фестивалях Рене Мартина во Франции.

## Дискография
Многие выступления пианиста транслировались каналом Medici. Роландо Вильясон пригласил его принять участие в телешоу "Звезды завтрашнего дня" на телеканале ARTE.
В 2016 году принял участие в проекте фирмы «Мелодия» и дирижёра Александра Сладковского записи всех инструментальных концертов Дмитрия Дмитриевича Шостаковича c Государственным симфоническим оркестром Республики Татарстан и лауреатами Международного конкурса имени П. И. Чайковского. Дмитрий Маслеев записал Второй концерт для фортепиано с оркестром MEL CD 1002465
В 2017 году на фирме «Мелодия» вышел первый сольный диск пианиста с произведениями Скарлатти, Шостаковича и Прокофьева, который был удостоен Премии немецких критиков звукозаписи (Preis der Deutschen Schallplattenkritik).  MEL CD 1002517
В 2018 году фирма «Мелодия» представила издание к 145-летию Сергея Рахманинова. 33 диска концертной и студийной записи музыки великого русского композитора. Поэтика фортепиано представлена в коллекции в том числе  Пьесой-фантазией для фортепиано, соч. 3 Элегия, исполняемой Дмитрием Маслеевым. MEL CD 1002550 
В декабре 2019 года фирма «Мелодия» выпустила новый альбом пианиста, в который вошли Первый концерт Шостаковича, Джазовая сюита Александра Цфасмана и Второй концерт Николая Капустина.  MEL CD 1002624

## Звания, награды и премии
Заслуженный артист Республики Бурятия (2015).
Лауреат Государственной премии Республики Бурятия (2015).